# Wellwater Conspiracy
Pour leur album, voir Wellwater Conspiracy (album).

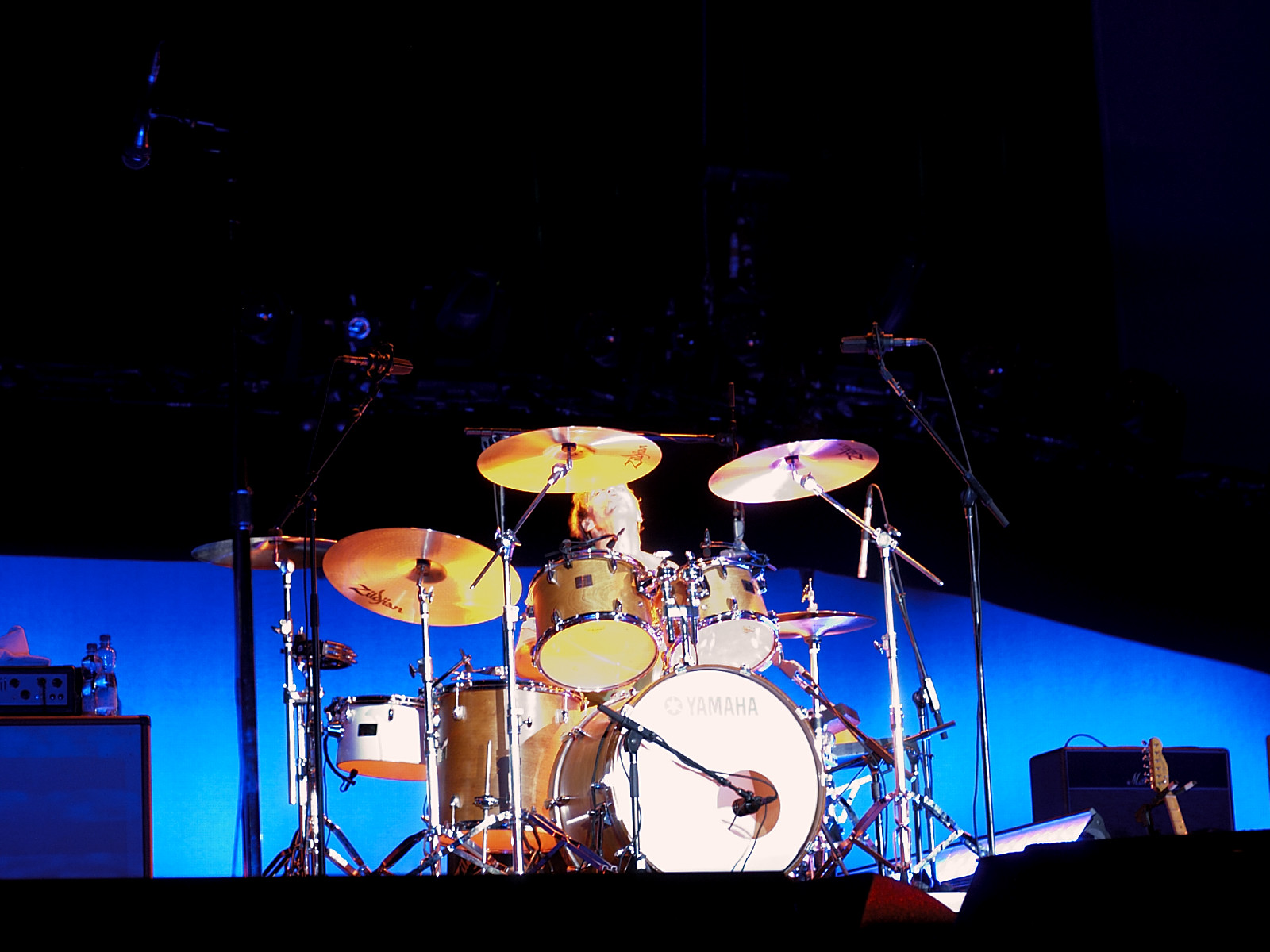
Matt Cameron jouant "Even Flow" à la batterie.

Wellwater Conspiracy est un groupe de rock américain, originaire de Seattle, dans l'État de Washington.

## Biographie
Après avoir quitté Monster Magnet en 1993, John McBain forme avec Matt Cameron et Ben Shepherd, de Soundgarden, le groupe de garage rock Hater. Le groupe enregistre un album et à la dissolution de Soundgarden, en 1997, les trois musiciens décident de former un nouveau groupe, plus orienté vers le rock néo-psychédélique, Wellwater Conspiracy.
La même année, le trio sort son premier album fortement influencé par Syd Barrett et le 13th Floor Elevators mais peu après Matt Cameron rejoint Pearl Jam à la recherche d'un nouveau batteur. Cela n'empêchera pas le groupe de continuer en tant que projet parallèle pour Matt Cameron mais sans Ben Shepherd cependant. À partir du second album c'est Matt Cameron qui assurera les parties vocales à la place de Ben Shepherd.
Le 22 mai 2001, Wellwater Conspiracy publie son troisième album, The Scroll and Its Combinations, chez TVT Records. Le 9 septembre 2003, le groupe publie l'auto-intitulé Wellwater Conspiracy chez Megaforce Records
De nombreux musiciens de la scène de Seattle ou stoner rock participeront aux enregistrements tels Eddie Vedder, Kim Thayil ou encore Josh Homme. En 2002, Glenn Slater, claviériste des Walkabouts, qui avait déjà assuré les parties de claviers sur le deuxième album intègre le groupe. Wellwater Conspiracy ne donne plus signe de vie depuis 2004, laissant penser à une séparation définitive.

## Discographie
- 1997 : Declaration of Conformity
- 1999 : Brotherhood of Electric: Operational Directives
- 2001 : The Scroll and Its Combinations
- 2003 : Wellwater Conspiracy